# نجاة مكي
نجاة مكي المولودة في عام 1956 هي فنانة تشكيلية إماراتية، وهي أحد أعضاء مجلس دبي الثقافي. وصُنفت رائدة من رواد الفن المعاصر الإماراتي.

## تعليمها
تــُعتبر نجاة مكي هي أول امرأة إماراتية تحصل على منحة من الحكومة الإماراتية لدراسة الفنون بالخارج عام 1977. فقد حصلت على البكالوريوس والماجستير في النحت البارز والمعدني من كلية الفنون الجميلة بالقاهرة حيث حصلت أيضًا على شهادة الدكتوراة في فلسفة الفن في عام 2001.

## تأثراتها ومصادر إلهامها
تأثرت نجاة مكي بالعديد من الفنانين المصريين الرواد أمثال محمود مختار، ومحمد سعيد، وحامد ندا، والإخوة وانلي، والسجيني، وسعيد الصدر. كما تأثر إبداع نجاة أيضًا بطبيعة البيئة الإماراتية وخاصة الصحراء، والبحر، والفولكلور.

## عن لوحاتها
ركزت نجاة في لوحاتها على المرأة، فهي تقول عنها: "تبقى كشجرة نخيل باسقة تضرب جذورها في أعماق الأرض، متفائلة صبورة مكافحة محبة، فهي اللون بكل ما فيه من قوة وكثافة وعنفوان، وهي الخط بما يملك من إيقاع وامتداد وشموخ، تنظر إلى المدى، تتطلع إلى المطلق، فكأنها الظل الذي يؤوي إليه في قيلولة الصيف، وهي النور الذي يشع، فيمد العالم بالمعرفة.. من خلال هذه العناصر يكمن حضور المرأة بقامتها الشامخة في رمزية أسطورية".
وليس ذلك تحيزًا أو تعصبًا للمرأة، فهي تقول: "ليس في الأمر تعصبًا ولكن المرأة قادرة على تحسس مشاكل المرأة. بريشتي أعبر عن همومها وأحزانها وأفراحها. أتناول كل جوانب حياتها إذ يضيع التوازن إذا تناولت جانبًا وتركت جانبًا آخر. أفراح المرأة كثيرة واكبر فرحة عندها هي في إسعاد المحيطين بها. يكفي أن يبتسم لها طفلها ليظهر الفرح على وجهها. أما الأحزان فكثيرة وانا أرسم المشاكل انطلاقًا من هموم المرأة في مجتمعنا".
إنها مصورة المرأة، فهي لا ترسم إلا المرأة مع القليل المحدود من المساحات الطبيعية التي تمثل كافة فصول السنة وتتصف غالبًا بالرحابة والاتساع على مد النظر، وكثيرا ما تبسط في فضاء لوحاتها بعض الزخارف التي لها جذور في التاريخ والوجدان الشعبي العربي الإماراتي.
ولنجاة مكي نظرة، بموضوع التراث، والبيئة القديمة، مكنها من أن تحقق مدخلا موضوعيًا لتجربتها الفكرية والفنية، ومنحتها مواد وعناصر مناسبة للتعبير التجريدي ومتوافقة مع ما يخالج نفسها من أحاسيس وانفعالات، والتعبير المباشر لعناصرها، يعرب عن انتماء الفنانة للتراث، والبيئة التي خبرت معالمهما. تقول في هذا الصدد "فالذي يبحث عن التراث يجب أن يغوص ويأخذ من روح التراث ويطور الفكرة القديمة فيرسمها بصورة تختلف عن البدايات. غيري رسم التراث وأنا أرسم بالتراث. أحببت أن أجرب مواد جديدة في رسمي للمرأة من أشياء كانت تستعملها هي في الماضي، فانفردت في الإمارات بهذه الفكرة ورسمت بالحنة والزعفران والورس.. هذه هي نظرتي الشخصية لنقل البيئة القديمة إلى لوحاتي. لقد نقلت المواد الحية ولم اكتف بالصور".
وتقول أيضًا عن التراث: "التراث هو الهوية التي نستند إليها، والهوية تأتي من الفكر العميق للمجتمع، وعندما نتمسك بالهوية تكون لدينا قوة وقدرة مختلفة، وإذا نظرنا إلى أفكار الطلبة التي تنادي المستقبل، فلا بد أيضاً من أن ينغمسوا في التراث، ويستقوا منه أعمالاً إبداعية تخدم المستقبل وتخدم الرؤيا الحداثية الموجودة في العالم كله، وفي هذا الزمن الذي يعيشونه من خلال التكنولوجيا والأقمار الصناعية والذكاء الاصطناعي وبرامج الجرافيك واللغة الرقمية، وهذا كله يحمل مادة خصبة لاكتشاف أغوار العلم، وهذا يأتي من خلال البحث والتنقيب ووجود برامج للطالب ورؤية ومتابعة، كما أننا نعمل لكي تخدم أعمالنا البيئة والمناخ ونحافظ على الأرض. والمهم كيف نطور أفكارنا بما يوجد لدينا في الوقت الحالي، وعلينا في الوقت نفسه أن نتمسك بالهوية لنحافظ عليها، وعلينا أن نستقطب أفكاراً جديدة ونطورها، بهذا نستطيع القول إننا أنجزنا أعمالنا، وتركنا بصمة علمية".

## اقتباسات لها
- "في البيئة الإماراتية نلاحظ التدرج اللوني للجمال، الأصفر في الصخور والجبال، والعشب الأخضر الذي ينمو على قمم السفوح، وألوان مختلفة تخلق تمازجاً فريداً له أثره على العين، سواء المشاهد أو الفنان".[6]
- "للبحر قدرة في منحي الشعور بالحياة، والتحرر من كل ثقل، فهو الجمال الخالص، والمشاهد المفعمة بالحياة مثل منظر النوارس وجمال الأمواج".[6]
- "إن العرب قريبون جداً من الحركة التشكيلية في العالم، وأن الفنان العربي يمتلك القدرة على الإبداع والتميز، وأن الدليل علي ذلك هو حضوره في الملتقيات والمعارض والمزادات الفنية العالمية التي تقام في الدول العربية أو الأجنبية وتستقطب الكثير من الزوار والمصممين وتجار الأعمال الفنية والقيمين على الفنون في العالم العربي".[7]
- "الدخول في موضوع فني هو بحد ذاته أمر يحتاج إلى وقت لتجميع الفكرة والتقاط العناصر والاحساس بها وتجميعها ثم فرزها والتخلي عن بعضها، وإعادة النظر مرة تلو أخرى حتى تبدأ بعض المعالم في الوضوح، وهنا يدور التساؤل في ترتيب العناصر حسب أولويات الفكرة المطروحة وكيفية إيصالها للمتلقى ثم يتم الانتقال للون ودرجته خاصة وأن لكل لون دلالته في العمل الفني".[7]

## معارض مختارة
- 2002: معرض شركة الإمارات الإعلامية، من أجلك يا قدس- بأبوظبي.[8]
- 2002: معرض طهران الذي يقام كل عامين بإيران.
- 2003: متحف الشارقة للآثار- بالشارقة، الإمارات.
- 2004: معرض البيئة بمركز دبي التجاري- بدبي، الإمارات.
- 2004: ورشة إعمار الدولية للفنون – بدبي، الإمارات.
- 2004: معرض مشترك مع فنان زميل بمناسبة يوم الصعود المقام بمطار دبي الدولي – بدبي، الإمارات.
- 2004: معرض الكتاب- بفرانكفورت، ألمانيا.
- 2004: معرض آفاق التراث- بنادي ضباط أبوظبي، الإمارات.
- 2014: النساء المبدعات، الرؤية النسائية في الفن الإماراتي – بأبوظبي، الإمارات.
- 2019: احتفاءً بدور المرأة، في معرض عائشة العبار آرت غاليري - دبي، الإمارات.
- معرض فينيسيا الذي يقام كل عامين بالجناح الوطني الإماراتي، فينيس بينالي، بإيطاليا.[9]

## جوائزها وتكريماتها
- 1993: جائزة التحكيم بالدورة الأولى لبينالي الشارقة الدولي.
- 1996: جائزة الرعاية الاجتماعية الفضية من الهيئة العامة للشباب والرياضة بالإمارات.
- 1998: مجلس التعاون لدول الخليج العربية
- 1999: جائزة المحبة السورية الدولية، بسوريا.
- 2007: جائزة الدولة التقديرية للفنون والعلوم والأدب، [10]